# Jubilæumsfilmen
Jubilæumsfilmen er en dansk dokumentarfilm fra 1937.

## Handling
En hyldest til Kong Christian 10. i anledning af hans 25 års regentjubilæum.